# إريثا
إريثا ( اليونانية الميسينية : 𐀁𐀪𐀲 ، النسخ المقطعي e-ri-ta ،  يُنطق [ ˈɛ.rɪ.tʰa ] ؛ fl. ق. 1180 BCE كانت كاهنة ميسينية تابعة لدولة بيلوس في جنوب غرب البيلوبونيز، وكانت تمارس مهامها في موقع العبادة المعروف باسم سفاجيانيس. ويُعتقد أن هذا الموقع كان قريبًا من المركز الملكي لبيلوس، وربما كان يقع في منطقة فوليميديا الحالية.
كانت كاهنة تدعى إريثا تشغل مكانة مرموقة في المجتمع البيلوسي. وتُعد إريثا الأبرز بين الكاهنتين المعروفـتين من بيلوس، إذ كانت تتمتع باستقلال اقتصادي ومكانة اجتماعية غير مألوفة للنساء في الدولة البيلوسية. كما كانت لها سلطة على عدد من الأشخاص، بينهم ما لا يقل عن أربع عشرة امرأة يُرجَّح أن الدولة البيلوسية قد خصصتهن لها كخادمات للمساعدة في توزيع القرابين الدينية.
ChatGPT a dit :
في السنة الأخيرة قبل دمار قصر بيلوس (حوالي سنة 1180 ق.م)، كانت إريثا طرفًا في نزاع قانوني مع الـداموس المحلي، وهو الهيئة التي تمثل ملاك الأراضي الآخرين في سفاجيانيس. ورغم أن طبيعة النزاع الدقيقة غير واضحة، يبدو أن إريثا كانت تدّعي أن جزءًا من أرضها مملوك بالنيابة عن إلهها، وبالتالي يخضع لضرائب أو التزامات مخفَّضة. ولا يُعرف مصير هذا النزاع.
إن سجل نزاع إريثا على الأرض يُشكّل أطول جملة محفوظة من اليونانية الميسينية، وأقدم دليل معروف على نزاع قانوني في أوروبا. وقد استُخدم هذا السجل كدليل على مكانة المرأة في العالم الميسيني، وكذلك على طبيعة العلاقات بين القصر والمؤسسات الدينية والمجتمع المدني، إضافةً إلى النظم والبنى القانونية التي كانت قائمة في الدولة البيلوسية.

## المكانة في المجتمع
في زمن حياة إريثا في أواخر العصر البرونزي، كانت الدول الميسينية، مثل بيلوس في جنوب غرب البيلوبونيز، تتمحور حول مبانٍ ضخمة تُعرف في الدراسات الحديثة باسم القصور. وكانت هذه القصور تشكّل مراكز للإدارة الاقتصادية والسياسية، وتعمل كمؤسسات تقوم بتعبئة الموارد وإعادة توزيعها داخل الدولة. وكان أبرز شخصية في هذه الدولة هو الملك، الذي كان يمارس السلطة السياسية، ويلعب دورًا دينيًا مهمًا، ويسيطر على مساحات واسعة من الأراضي والعمال والموارد. وكان المسؤولون ضمن الجهاز القَصَري يحتفظون بسجلات للأنشطة الاقتصادية وغيرها على ألواح طينية مكتوبة بخط الخط المقطعي بائي (Linear B).

جنوب غرب البيلوبونيز ق. 1180 BCE ، يوضح المواقع المحتملة لبعض المواقع الرئيسية داخل الدولة البيليانية

## نزاع على الأرض

رسمٌ للوح رقم ٧٠٤، الذي سُجِّل فيه نزاع إريثا على الأرض. يُمكن قراءة اسم إريثا في بداية السطرين الثالث والخامس.